# ستيف مامان
ستيف مامان هو شخصية أعمال مغربي، ولد في 1 مارس 1973 في الدار البيضاء في المغرب.